# Ночера-Інферіоре
Ночера-Інферйоре (італ. Nocera Inferiore, сиц. Nucera Inferiore) — муніципалітет в Італії, у регіоні Кампанія, провінція Салерно.
Ночера-Інферйоре розташована на відстані близько 220 км на південний схід від Рима, 34 км на схід від Неаполя, 14 км на північний захід від Салерно.
Населення — 46 386 осіб (2014).

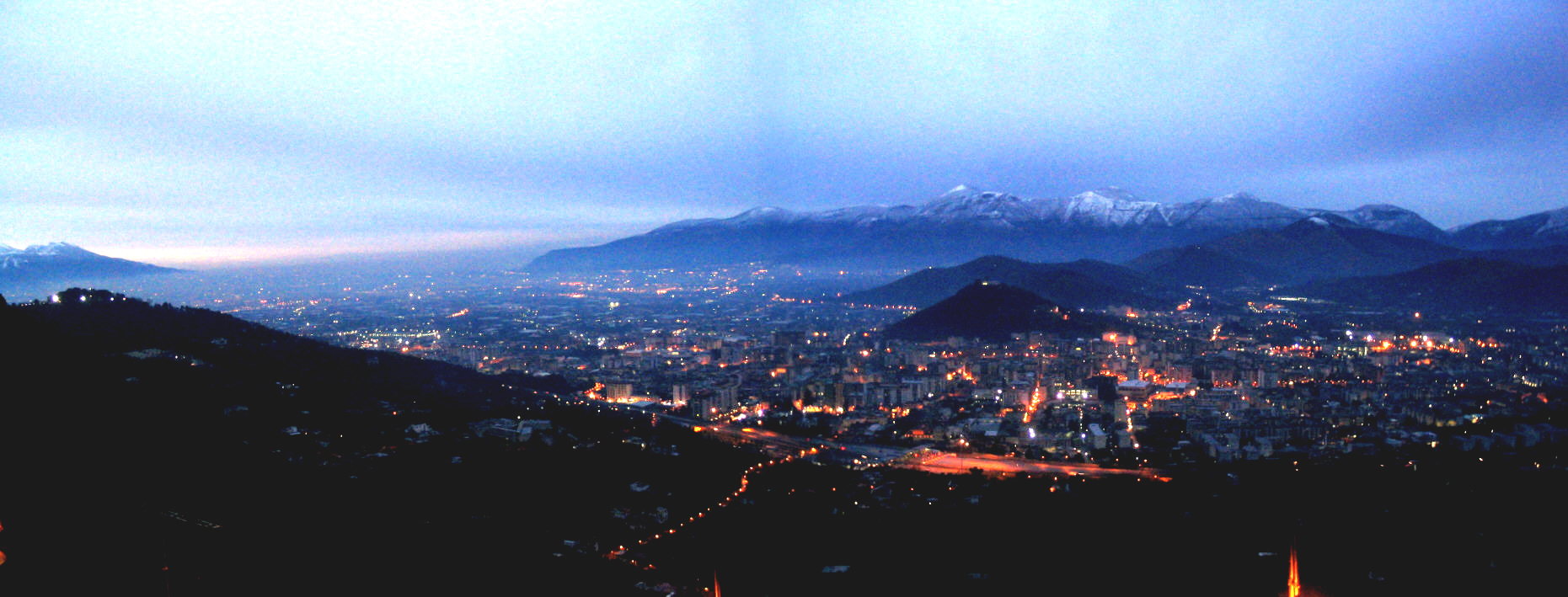

Щорічний фестиваль відбувається 9 травня. Покровитель — Приск Ночерський (San Prisco di Nocero).

## Демографія
Населення за роками:

Станом на 1 січня 2023 року в муніципалітеті офіційно проживало 1646 іноземців з 52 країн, серед них 299 громадян країн Євросоюзу та 394 громадяни України.

## Клімат
| NOCERA INFERIORE | Місяці | Місяці | Місяці | Місяці | Місяці | Місяці | Місяці | Місяці | Місяці | Місяці | Місяці | Місяці | Пора | Пора | Пора | Пора | Рік  |
| NOCERA INFERIORE | Січ    | Лют    | Бер    | Кві    | Тра    | Чер    | Лип    | Сер    | Вер    | Жов    | Лис    | Гру    | Зим  | Вес  | Літ  | Осі  | Рік  |
| ---------------- | ------ | ------ | ------ | ------ | ------ | ------ | ------ | ------ | ------ | ------ | ------ | ------ | ---- | ---- | ---- | ---- | ---- |
| Темп. макс. (°C) | 13.0   | 13.4   | 15.7   | 17.4   | 23.5   | 28.4   | 31.0   | 31.1   | 28.2   | 20.8   | 16.4   | 13.6   | 13.3 | 18.9 | 30.2 | 21.8 | 21   |
| Темп. мін. (°C)  | 5.8    | 5.7    | 7.6    | 9.6    | 13.5   | 17.3   | 19.6   | 19.8   | 17.5   | 12.9   | 9.7    | 7.5    | 6.3  | 10.2 | 18.9 | 13.4 | 12.2 |

## Уродженці
- Сімоне Бароне (*1978) — італійський футболіст, півзахисник.
- Міно Райола (*1967) — нідерландський футбольний агент.

## Сусідні муніципалітети
- Кастель-Сан-Джорджо
- Ночера-Суперіоре
- Пагані
- Роккап'ємонте
- Сан-Валентіно-Торіо
- Сарно
- Трамонті